# 二王三恪
二王三恪，又稱二賓三恪、二代三恪、三恪二王後，或單稱三恪、二王，是中國古代政治禮制，屬賓禮之一，歷代王朝分封前代王室後裔爵位，稱為二王後、三恪，給予封邑，祭祀宗廟，允許在國邑內保留其自身政治文化傳統，用以懷柔安撫，顯示本朝所承繼統緒，標明正統地位。所謂「恪」，即表尊敬之意。杜佑《通典》考證「三恪二王後」，以為封前兩朝代後裔為「二王後」，封前三朝代後裔則稱為「三恪」。

## 示意
| 朝代   | 王後 | 恪   |
| ------ | ---- | ---- |
| 前朝   | 是   | 是   |
| 二朝前 | 是   | 是   |
| 三朝前 | 否   | 是   |
| 四朝前 | 降封 | 降封 |

## 历代二王三恪

### 虞舜
| 後朝禮遇 | 陳國 |

据《尚書·虞書》稱，虞舜以堯的儿子丹朱為賓，称为虞賓，不视之为臣子。

### 夏朝
| 後朝禮遇 | 杞侯-杞伯-章功侯 |

夏禹封丹朱於唐，封舜子商均於虞。皆不用臣禮，而用賓禮。之后虞舜的后代虞思又被封於虞，虞遂被封於遂。

### 商朝
| 後朝禮遇 | 宋公-殷紹嘉侯-殷紹嘉公-宋公-章昭侯-殷紹嘉公-宋公-宋侯 |

商汤灭夏朝以后，分封夏朝的后代于杞国。

### 周朝
| 後朝禮遇 | 周子南君-周承休侯-周承休公-鄭公-章牟公-周承休公-衛公 |

周武王於牧野之戰後，分封黃帝後裔於祝，封堯之後於薊、封舜之後於陳，用以表示「興滅國，繼絕世」之意。顏師古認為「周以舜後并夏後、宋為三恪也。」即以虞舜後裔封陳國，夏朝後裔封杞國，商代後裔宋國為三恪。
杞國世襲至春秋末年，於楚惠王年間，滅於楚國；宋國則傳承至戰國，於西元前286年被齊國、魏國與楚國所併。公元前479年，楚惠王殺陳國國君陳湣公，陳國滅亡，陳國國祚歷時500多年。但陳國公子陳完的子孫於公元前386年取代了姜姓齊國，繼續統治國家，史稱田氏代齊。

### 西汉
| 後朝禮遇 | 定安公 |

元鼎四年，汉武帝封周朝後裔姬嘉为周子南君，位比列侯，封邑三千戶。漢元帝封姬嘉之孫姬延年為周承休侯，位次於諸侯王；漢成帝初元五年時進位為周承休公，漢平帝元始四年改封為鄭公。
绥和元年，汉成帝封孔子十四世嫡长孙孔吉为殷绍嘉侯，一月后進位為殷绍嘉公，汉平帝元始四年改封为宋公。

### 新朝
始建国元年，王莽封姚恂为初睦侯，奉黄帝后；梁护为修远伯，奉少昊后；王莽之孙功隆公王千，奉帝喾后；刘歆为祁烈伯，奉颛顼后；刘歆之子刘叠为伊休侯，奉尧后；妫昌为始睦侯，奉舜后；山遵为褒谋子，奉皋陶后；伊玄为褒衡子，奉伊尹后。汉后定安公刘婴，位为宾。周后卫公姬党，更封为章平公，亦为宾。殷后宋公孔弘，运转次移，更封为章昭侯，位为恪。夏后辽西姒丰，封为章功侯，亦为恪。

### 东汉
| 後朝禮遇 | 山陽公 |

建武二年，汉光武帝封孔安為殷绍嘉公，姬武为周承休公。建武十三年，改封孔安、姬武为宋公、卫公，改新郪縣、觀縣為宋國、衛國。封國各置相一人，掌縣令之職。宋國隸屬於豫州汝南郡，故城在今安徽省太和縣西北、茨河南岸。衛國隸屬於兗州東郡，故城在今河南省清豐縣南。

### 曹魏
| 後朝禮遇 | 陳留王 |

黄初元年，魏文帝封漢獻帝為山陽公，食邑一萬戶，立都城於浊鹿（在今河南省焦作市修武县东北），不稱臣，受詔不拜，可以天子儀仗祭祀宗廟，仍行漢朝正朔。山陽國置相一人，掌縣令之職。山陽國隸屬於司隸河內郡，故城在今河南省焦作市東南。山陽國內有浊鹿城、雍城、蔡城。獻帝死後傳孫劉康，劉康傳劉瑾，劉瑾傳劉秋，至永嘉之亂而滅。
咸熙元年，封蜀漢後主劉禪為安樂公，傳至永嘉之亂而滅。安樂國置相一人，掌縣令之職。安樂國隸屬於幽州漁陽郡，故城在今北京市順義區西北。

### 晉朝
| 後朝禮遇 | 零陵郡王（南朝宋），琅邪公（隋） |

泰始元年，晉武帝封魏元帝為陳留王，封國置相（289年改稱內史）一人，掌太守之職。漢獻帝後裔仍依魏朝襲封山陽公。晉以山陽公、陳留王為二王後，姬周後裔的衛公為三恪。殷商後裔的宋公已出三恪，降封為宋侯。

### 南朝宋
| 後朝禮遇 | 汝陰郡王 |

永初元年，宋武帝封晉恭帝為零陵郡王，立都城於秣陵。後劉裕夷殺晉朝宗室，改封司馬元瑜為零陵郡王，傳國至齊梁禪代之際。封國置內史一人，掌太守之職。宋以陳留王、零陵王為二王後。

### 南朝齊
| 後朝禮遇 | 巴陵郡王 |

建元元年，齊高帝封宋順帝為汝陰郡王，遷居丹陽。劉準後被劫殺，立劉胤為劉準後嗣，襲汝陰郡王之位，傳國至梁陳禪代之際。封國置內史一人，掌太守之職。齊以零陵王、汝陰王為二王後。

### 南朝梁
| 後朝禮遇 | 江陰郡王 |

天监元年，梁武帝封齊和帝為巴陵郡王，遷居姑熟。後派鄭伯禽弒殺蕭寶融，另立蕭寶義為巴陵郡王，傳國至陳末。封國置內史一人，掌太守之職。梁以汝陰王、巴陵王為二王後。

### 陳朝
| 後朝禮遇 | 长城县公 |

永定元年，陳武帝封梁敬帝為江陰郡王，後殺蕭方智，改封蕭季卿襲江陰郡王，傳國至陳末。封國置內史一人，掌太守之職。陳以巴陵王、江陰王為二王後。

### 元魏
| 後朝禮遇 | 中山王（北齊） | 宋公-韓國公（北周-唐） |

### 北齊
天保元年，北齊文宣帝封東魏孝静帝為中山王，後弒殺之。

### 北周
| 後朝禮遇 | 介國公 |

元年（557年），北周孝閔帝宇文覺封西魏恭帝為宋公，後弒殺之。二年（558年），北周明帝封元罗为韩国公，以绍魏後。

### 隋朝
| 後朝禮遇 | 酅國公 |

封北周靜帝為介國公，食邑五千戶，後楊堅殺宇文阐，改以宇文洛襲爵位。隋以韩国公、介國公為二王後，又封晋朝宗室后裔司马运为琅邪公，为三恪之一。

### 唐朝和武周
| 後朝禮遇 | 萊國公 |

- 唐武德元年，奉杨侑为酅国公，行隋正朔，车骑服色，一依旧章，以北周后裔介国公，共为二王後。（郑帝王世充废杨侗为潞国公，随即杀之。但王世充很快败亡。）

- 武周天授元年，以周朝、漢朝後裔為二王後，封舜、禹、湯后裔为三恪。

- 武周聖曆二年，改以隋朝、唐朝后裔为二王後。

- 神龙元年，唐中宗废武周二王三恪，复以北周、隋朝后裔为二王後。

- 天寶七載五月，唐玄宗以北魏後裔元伯明為韓國公、北周後為介國公、隋朝後為酅國公；天寶九載九月，又改以商朝、周朝、漢朝為三恪。十二載五月又改回北魏、北周、隋三朝。

### 五代
- 后梁开平元年，朱温封唐哀帝为济阴王，一年后将其毒死。开平二年，封唐宗室鸿胪卿李嵸为莱国公，与隋朝後裔酅國公杨仁矩為二王後，通北周宇文氏子孙介國公為三恪。

- 后唐自命继唐，从唐二王三恪之继。

- 后晋天福二年，封后唐许王李从益为郇国公，与隋朝后裔酅国公杨延寿为二王後，通北周后裔介国公宇文颉为三恪。

- 后汉以唐、后晋为二王後，通隋为三恪。因国祚短暂，頒旨而未实施。

- 后周太祖广顺元年，以后晋、后汉为二王後，通唐为三恪。

### 宋朝
| 後朝禮遇 | 瀛國公 |

建隆元年，宋太祖封柴宗训为郑王，以奉同嗣，正朔服色，一如旧制。嘉祐四年，宋仁宗封柴守礼的侄孙、柴荣的侄子柴咏为崇義公，政和八年，宋徽宗又封周恭帝后裔為宣義郎，与崇義公为国二恪。绍兴五年，命柴咏的曾孙柴叔夏袭封崇义公。淳祐九年，以柴彦颖袭封崇义公，又封隋、唐、五代後裔與吳越、荊南、蜀漢等諸國子孫為官，負責宗廟祭祀。

### 金朝
天會三年，金太宗封遼天祚帝为海濱王、宋徽宗为昏德公、宋钦宗为重昏侯。後來金熙宗在皇統元年二月改封遼天祚帝為豫王、宋徽宗為天水郡王、宋钦宗為天水郡公，與齊劉豫合稱三恪。

## 元明清三代封爵
元、明、清封给前朝后裔的爵位，不立为恪。

### 元朝
| 後朝禮遇 | 崇禮侯（明） | 察哈爾親王（清初） |

元至元十三年（1276年），元世祖忽必烈封宋恭帝為“瀛國公”，使居於大都、上都。後徙烏思藏薩迦寺（今西藏薩迦縣）為僧，死於甘州（甘肅張掖）。

### 明朝
洪武元年（1368年），明太祖封元順帝孫買的里八剌為崇禮侯。陈汉皇帝陈理封为归德侯，明夏皇帝明升为歸義侯。
| 後朝禮遇 | 延恩侯 |

### 清朝
后金天聪九年（1635年），黄金家族嫡系最后一任得到广泛认可的蒙古大汗林丹汗之子额哲受皇太极封为察哈尔亲王。清崇德六年（1641年）额哲死后传至其弟阿布奈。康熙八年（1669年）阿布奈爵位被褫夺，传至其子布尔尼。康熙十四年（1675年）布尔尼举兵叛清被杀，爵位取消，其部众改编为八旗察哈尔。
康熙帝后又将内札萨克蒙古所置各旗与“夏殷之后，周封之于杞宋”相类比，认为是对“元之子孙”的礼遇。
雍正二年（1724年），封明朝代王之后朱之琏为一等延恩侯。

## 类似制度
- 中華民國前朝優待政策：清室優待條件

### 引用
1. ↑  《尚書·虞書·益稷》：虞賓在位，群后德讓。
2. ↑  《史记·五帝本纪》正义：谯周云:以虞封舜子，今宋州虞城县。括地志云:虞国，舜後所封邑也。或云封舜子均於商，故号商均也。
3. ↑  《大戴礼记·少间》：成汤卒受天命，不忍天下粒食之民刈戮，不得以疾死，故乃放移夏桀，散亡其佐，乃迁姒姓于杞。
4. ↑  錢林書，《續漢書郡國志匯釋》，頁79。
5. ↑  錢林書，《續漢書郡國志匯釋》，頁142。
6. ↑  錢林書，《續漢書郡國志匯釋》，頁25。
7. ↑  錢林書，《續漢書郡國志匯釋》，頁407。
8. ↑  《晉書·帝纪第三》
9. ↑  《欽定續通典卷七十一·禮二十七》
10. ↑  《清圣祖实录》卷193，康熙三十八年：古者夏殷之后，周封之于杞宋。即令本朝四十八旗蒙古，亦皆元之子孙，朕仍沛恩施，依然抚育。明之后世，应酌授一官，俾司陵寝。